# Designoptimierung
Designoptimierung ist ein auf der Finite-Elemente-Methode beruhendes Verfahren zur Formgebung von technischen Bauteilen, für deren Einsatz aufwendige Soft- und Hardware notwendig ist. Aus mathematischer Sicht handelt es sich um ein Optimierungsproblem.

## Zielsetzung
Die Designoptimierung verfolgt den Zweck, die Form eines Bauteils besser an die technischen Erfordernisse anzupassen, die Optimierung kann dabei beispielsweise dazu dienen, den Materialverbrauch für ein Werkstück bei gleichem Nutzen zu minimieren. Umgekehrt kann auch bei gegebenen Materialeinsatz der technische Nutzen maximiert werden.

## Beispiel Natur
Die Umwelt liefert viele Beispiele für eine Designoptimierung, die Evolution sorgt für eine langsame, aber fortlaufende Optimierung in Form und Funktion. Bei Bäumen lässt sich die Designoptimierung in nur einer Generation beobachten. Durch äußere Einflüsse, wie beispielsweise eine statische Belastung durch Wind, ändert der Baum seine äußere Gestalt, sodass die Spannungen in seinem Stamm minimiert werden. Ein weiteres Beispiel ist der Knochenumbau um Implantate, er erfolgt ebenfalls nach biomechanischen Gesetzmäßigkeiten. Diese Beobachtungen werden für die Designoptimierung auf ein technisches Modell übertragen.

## Vorgehensweise
Die Optimierung beginnt mit einem groben Designvorschlag mit bekannter Lagerung, Belastung und gegebenen Grenzabmessungen. Dieses Objekt wird für die Finite-Elemente-Methode modelliert und dann der entsprechende Spannungsverlauf ermittelt. Mit Hilfe der entsprechenden Software wird nun virtuell Material an nicht belasteten Bereichen des Bauteils reduziert, bzw. an stark belasteten Stellen hinzugefügt. Nach einer gewissen Anzahl von Iterationen bildet sich eine gestaltoptimiertes Bauteil heraus.